# Hashimoto Kazuhisa
Hashimoto Kazuhisa (橋本和久 (Kiều Bản Hoà Cửu) Hashimoto Kazuhisa,  15 tháng 11 năm 1958 – 25 tháng 2 năm 2020) là một nhà phát triển trò chơi video người Nhật Bản, nổi tiếng vì đã tạo ra mật mã Konami, một mã gian lận được sử dụng trong nhiều trò chơi video thường mang lại cho người chơi thêm mạng sống hoặc những lợi ích khác và thường được sử dụng như một quả trứng Phục sinh trong văn hóa đại chúng.

## Sự nghiệp
Hashimoto gia nhập Konami cùng với một số sinh viên tốt nghiệp đại học gần đây khác vào năm 1981. Tại thời điểm này, trọng tâm của Konami là các sản phẩm hoạt động bằng tiền xu như trò chơi huy chương và Hashimoto lần đầu tiên bắt đầu bằng cách giúp phát triển bảng mạch cho các trò chơi này. Konami đã phát triển trong vài năm với các trò chơi arcade với các game thành công như Scramble và Super Cobra, và sau đó chuyển các game này thành phiên bản cho Nintendo Entertainment System (NES). Theo Hashimoto, trọng tâm của công ty tại thời điểm đó vẫn là các máy ăn xu, với đội ngũ nhân viên giàu kinh nghiệm được giao cho khu vực đó của doanh nghiệp. Những người được thuê mới hơn đã bị đẩy vào sự phát triển của mảng trò chơi video của Konami với rất ít sự huấn luyện hoặc chỉ dẫn chính thức. Khi Super Nintendo Entertainment System (SNES) xuất hiện vào năm 1990, Konami đã đưa vào công ty các nhà phát triển trò chơi video có kinh nghiệm và giúp làm cho quá trình phát triển trò chơi chặt chẽ hơn.